# The Squaw Man (1918)
The Squaw Man is een Amerikaanse western uit 1918 onder regie van Cecil B. DeMille. Van de film is slechts één fragment bewaard gebleven.

## Verhaal
De Engelse edelman Jim Wynnegate reist naar het Wilde Westen. Hij wordt er al gauw verdacht van oplichting, maar in eigenlijk is zijn neef Henry schuldig. Wynnegate redt intussen de indiaanse Naturich uit de klauwen van een schurk en trouwt met haar. Vervolgens hoort hij echter dat zijn neef is gestorven. Wynnegate had altijd al een oogje op diens vrouw.

## Rolverdeling
| Acteur              | Personage          |
| ------------------- | ------------------ |
| Elliott Dexter      | Jim Wynnegate      |
| Ann Little          | Naturich           |
| Katherine MacDonald | Diana              |
| Theodore Roberts    | Big Bill           |
| Jack Holt           | Cash Hawkins       |
| Thurston Hall       | Henry              |
| Tully Marshall      | John Applegate     |
| Herbert Standing    | Deken van Trentham |
| Edwin Stevens       | Bud Hardy          |
| Helen Dunbar        | Douairière         |
| Winter Hall         | Fletcher           |
| Julia Faye          | Lady Mabel         |
| Noah Beery          | Tabywana           |
| Pat Moore           | Little Hal         |
| Jim Mason           | Grouchy            |